# 시민군 윤상원
《시민군 윤상원》은 1996년 5월 14일부터 1996년 5월 15일까지 방영된 광주MBC 특별 다큐드라마로, 5.18 16돌을 맞아 전남도청에서 부정한 세력에 맞서 최후의 숨을 거둔 시민군 대변인 윤상원의 기록이다.

## 개요
- 구성[1]
1부 〈투사회보〉 - 항쟁 초기 그의 행적
2부 〈마지막 장면〉 - 사흘 간의 항전 기록

## 줄거리
1980년 광주항쟁 당시 시민군 대변인이었던 윤상원 열사의 삶과 철학을 다룬 다큐멘터리 드라마.

## 등장 인물

### 주요 인물
- 박효선 : 윤상원 역
- 김창준 : 김상윤 역
- 신동호 : 김영철 역
- 오성환 : 이양현 역
- 은승 : 윤강옥 역
- 김훈찬 : 이광영 역
- 박규상 : 김창길 역
- 나창진 : 박용준 역
- 심효정 : 박기순 역
- 김진홍 : 박남선 역
- 이방수 : 김종배 역
- 이경훈 : 임낙평 역
- 최금표 : 박관현 역

### 그 외 인물
- 양수근
- 나인호
- 노경수
- 박강의
- 정옥희
- 나상백
- 강진희
- 김보경
- 서현희
- 임해정
- 신광수
- 배완
- 송은정
- 윤가현
- 김영환
- 이현철
- 박종빈
- 마기호
- 김형철
- 이현기
- 장호준
- 박흥인
- 손재호
- 윤영범
- 김동국
- 김지훈
- 이지연
- Dana Lyrch
- H. Williams
- Neil Lachappelle
- David Seguin
- Arthur David Smith
- 놀이패 신명
- 극당 코모, 갯돌
- 전남대극회
- 조선대극회
- 광산구 부녀회
- 조선대 총학생회